# Barbra Higgins
Barbra Irene Higgins Arana (ur. 22 lipca 1957 w mieście Panama) – panamska florecistka, uczestniczka letnich igrzysk olimpijskich.
Higgins reprezentowała Panamę na Letnich Igrzyskach Olimpijskich 1984 w Los Angeles. Brała udział w konkurencji floret indywidualnie. Przegrała wszystkie sześć pojedynków rundy pierwszej i tym samym zakończyła olimpijską rywalizację. Została sklasyfikowana na 42. miejscu.